# Dorfkirche Zumroda

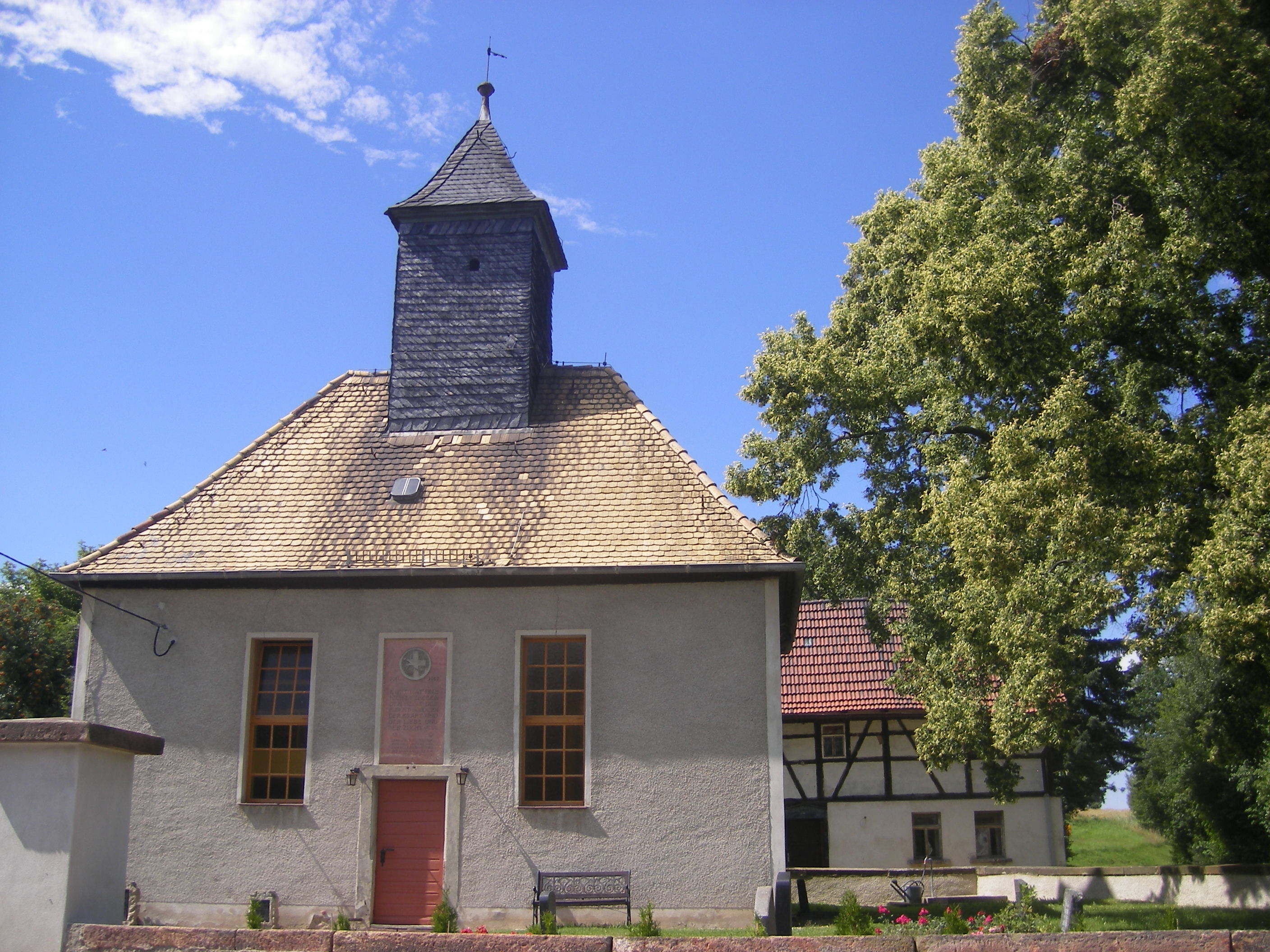
Die Kirche

Die evangelisch-lutherische Dorfkirche Zumroda steht im Ortsteil Zumroda der Gemeinde Nobitz im Landkreis Altenburger Land in Thüringen.

## Geschichte
Der Ort war wegen seines Gotteshauses in früheren Jahrhunderten ein berühmter Wallfahrtsort. In der Mitte des Dorfes stand bis zum Jahr 1738 eine hölzerne Kapelle. Sie wurde „Zum Rhoda“ genannt. Diese Kapelle wurde baufällig.
Nach dem Abriss baute man am gleichen Ort die jetzige Kirche. Sie wurde am 12. November 1739 eingeweiht.